# بازده (دانش مالی)
بازده (به انگلیسی: Yield) در امور مالی به مبلغی (بر حسب درصد) گفته می‌شود که به صاحبان اوراق بهادار، به شکل سود پرداخت می‌شود. به‌طور معمول این مبلغ تغییرات قیمت را شامل نمی‌شود و بنابرین آن را از بازده کلی جدا می‌کند. سود به نرخ‌های مختلف اعلام شدهٔ نرخ بازده سهام (مشترک و ترجیح داده شده و قابل‌تبدیل)، ابزارهای درآمد ثابت (اوراق قرضه، صورتحساب، نوار، کوپن صفر) و برخی دیگر از انواع محصولات بیمهٔ سرمایه‌گذاری (مثل بیمهٔ مستمری) اعمال گفته می‌شود.
این اصطلاح در شرایط مختلف با معانی مختلف استفاده می‌شود. می‌تواند به عنوان یک نسبت یا به عنوان نرخ بازده داخلی (Internal Rate of Return) محاسبه شود. ممکن است برای نشان دادن بازده کلی مالک، یا فقط بخشی از درآمد استفاده شود، یا از میزان درآمد تجاوز کند.

## پیوندهای مرتبط
- منحنی تولید
- اوراق قرضه (مالی)